# 도아사역
도아사역(일본어: 遠浅駅 とあさえき[*])은 일본 홋카이도 유후쓰 군 아비라정에 위치한 홋카이도 여객철도의 무로란 본선의 철도역이다. 상대식 승강장 2면 2선의 구조를 갖춘 지상역이다.

## 이용 현황
- 1981년도 : 89명
- 1992년도 : 128명

## 역 주변
- 국도 제234호선
- 도아사 공원
- 도아사 강

## 역사
- 1902년 9월 21일 : 홋카이도 탄광 철도의 누마노하타 - 하야키타 간에 신설 개업. 일반역.
- 1906년 10월 1일 : 홋카이도 탄광 철도의 철도 노선 국유화에 의해, 일본국유철도로 이관.
- 1909년 10월 12일 : 선로명을 무로란 본선으로 제정, 그것에 수반해 이 노선의 역이 된다.
- 1972년 3월 16일 : 화물 취급 폐지.
- 1980년 5월 15일 : 소화물 취급 폐지. 동시에 무인화.
- 1987년 4월 1일 : 일본국유철도 분할 민영화에 의해, 홋카이도 여객철도가 승계.
- 시기 불명 : 완전 무인화. 간이 위탁 폐지.

## 인접 역
| 홋카이도 여객철도 무로란 본선   | 홋카이도 여객철도 무로란 본선 | 홋카이도 여객철도 무로란 본선 |
| ------------------------------- | ----------------------------- | ----------------------------- |
| H 17 누마노하타 도마코마이 방면 | ■ 무로란 본선                 | 하야키타 이와미자와 방면      |